# Proton Putra

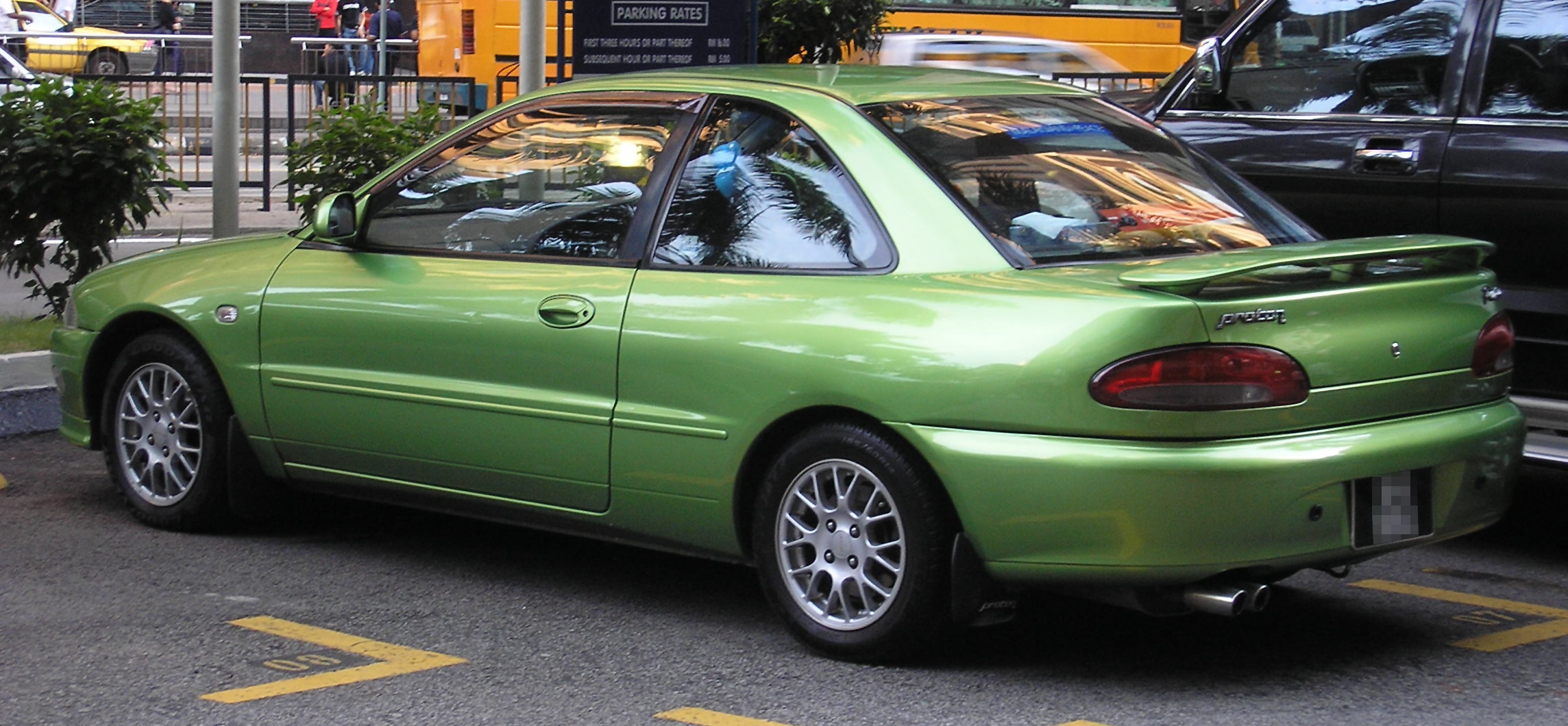
Heckansicht

Der Proton Putra ist ein Coupé des malaiischen Automobilherstellers Proton, das von Herbst 1995 bis Ende 2000 gebaut wurde. In Deutschland gab es den Wagen als Teil der Proton 400er-Serie unter dem Namen Proton 418 LRS.
Von 2004 bis 2005 wurde die Fertigung des Modells für kurze Zeit nochmals aufgenommen, wobei die begrenzte Anzahl der Fahrzeuge nur auf dem heimischen Markt angeboten wurde. Grund für die Wiederaufnahme war die Verarbeitung noch auf Lager liegender Teile.

## Konstruktion

### Karosserie und Fahrwerk
Der Wagen basiert auf dem von Herbst 1991 bis Sommer 1996 gebauten Mitsubishi Lancer/Colt Coupé bzw. Mirage Asti, dessen Front der des Wira und des Satria der ersten Serie entspricht. Das Heck dagegen ist eigenständig, nur die Rückleuchten entsprechen denen des Satria, bzw. des Mitsubishi Lancer Coupé.
Der Wagen entspricht nahezu völlig dem Lancer Coupé, sowohl im Styling als auch in der Mechanik, denn Scheinwerfer und Rückleuchten sind zwischen beiden Modellen austauschbar. Der Putra ist allerdings mit dem Vierzylinder-DOHC-Reihenmotor 4G93 ausgestattet und hat andere vordere Kotflügel und Stoßfänger, sodass die Blinkleuchten nicht austauschbar sind.

### Innenraum
Die Innenausstattung des Putra beinhaltet Recaro N-Joy-Sitze, ein Vierspeichenlenkrad Momo Daytona und einen ledernen Schaltknauf von Momo. Bei der Wiederauflage waren diese Details nicht enthalten, sondern die Innenausstattung entsprach den anderen Proton-Modellen und war schwarz.

### Motor
Der Putra wird von einem 1,8-Liter-Vierzylinder-Reihenmotor von Mitsubishi (Typ 4G93P) angetrieben, der zwei obenliegende Nockenwellen und vier Ventile pro Zylinder besitzt. Gespeist wird der Motor von einer Mehrpunkteinspritzung (MPI). Der Hubraum beträgt 1834 cm³ und die Leistung 140 PS (103 kW) bei 6000 min−1. Das Drehmoment liegt bei 164 Nm bei 5500 min−1 und der Benzinverbrauch bei durchschnittlich 6,2 l / 100 km.

## Export
In Großbritannien und Australien wurde der Putra als Proton Coupé oder Proton M21 angeboten, aber der Wagen verkaufte sich dort nicht sehr gut. Ebenso in Deutschland, wo er von 1998 bis 2001 als Proton 418 LRS vermarktet wurde. Dies war die einzige Möglichkeit, ein Coupé des Colt bzw. Lancer in Deutschland zu erwerben, da Mitsubishi das Coupé hier nicht selber anbot. Erhältlich war der 418 zu Beginn nur in den Farben Rubin-Rot-Metallic und Kobalt-Blau-Metallic. Alle Fahrzeuge besaßen wie die anderen angebotenen Proton-Modelle eine sechsjährige Garantie.

## Private Modifikationen
Wegen seiner geringen Stückzahl ist der Putra in Malaysia sehr gesucht. Einige Enthusiasten haben seine Front mit „Halfcuts“ modifiziert. Der M21 kann mit jedem Triebwerk des Typs Mitsubishi 4G9x oder 4G6x ausgestattet werden.